# Isaac Hargelius
Isaac Hargelius, född 3 maj 1663, död 29 mars 1727 i Östra Hargs socken, han var en svensk kyrkoherde i Östra Hargs församling. 

## Biografi
Isaac Hargelius föddes 3 maj 1663. Han var son till kyrkoherden Andreas Johannis och Elisabeth Tyste i Östra Hargs socken. Hargelius blev 18 oktober 1684 student vid Uppsala universitet och prästvigdes 28 juni 1693. Han blev 1695 kyrkoherde i Östra Hargs församling och prost 1720. Han avled 29 mars 1727 i Östra Hargs socken.
År 1885 hittades en rektangelformad kalksten i Östra Hargs kyrka. Den hade inskriften: 2 Reg. 23 v. 18. Ingen Röre Theras Ben. Hargelii Graf. Gravstenen sattes samma år upp i kyrkans vapenhus.

### Familj
Hargelius gifte sig första gången 1695 med Elisabeth Johansdotter Salander (1671–1697). De fick tillsammans barnen Johannes (1696–1716) och Anders.
Hargelius gifte sig andra gången 22 februari 1698 med Maria Gudmundsdotter (1661–1729). Hon hade tidigare varit gift med kyrkoherden Benedictus Haquini Schekta i Östra Skrukeby socken.